# Wiener Bogen
Der Wiener Bogen ist eine neuartige Form eines Übergangsbogens, der im Gleisbau verwendet wird.

## Beschreibung
Im Gegensatz zu anderen Formen wie Klothoide, Blossbogen, Sinusoide etc. wird bei dem Wiener Bogen der Schwerpunkt eines Schienenfahrzeugs berücksichtigt. Auf diese Weise wird die Belastung der Fahrzeuge und der Trasse minimiert.
Der Begriff „Wiener Bogen“ ist seit 2002 eine eingetragene Marke. Das Verfahren ist patentrechtlich für die Wiener Linien und die Österreichischen Bundesbahnen geschützt.
Der Wiener Bogen kam unter anderem beim bis 2009 erfolgten Ausbau der Pannoniabahn Wulkaprodersdorf–Neusiedl/See zum Einsatz.

## Anerkennungen
- 2004 Staatspreis Consulting Ingenieurconsulting: Der Erfinder Herbert L. Hasslinger erhielt 2004 für das Projekt „Moderne Geometrie der Gleisführung für Eisenbahnen – von der Idee bis zur Realisierung, insbesondere als Wiener Bogen“ den Staatspreis Consulting des Bundesministeriums für Wirtschaft und Arbeit.[2][3]